# Iftar
Iftar (tur. iftar ← arap. iftār), večernji dnevni obrok u islamu kojim se prekida ramazanski post. To je večera u prvi sumrak. Post se prekida u trenutku zalaska sunca iftarom. Dobro je djelo organizirati iftar za prijatelje, rodbinu i sl. Tradicijski se u iftar pribraja i jelo Harira. Zapisane su riječi Poslanika Muhameda (prenosi ih Albani): "Tko nahrani postača imat će nagradu kao i onaj što je postio, a postaču nagrada neće biti umanjena."
U današnje doba početak i kraja dana se naprednom tehnologijom vrlo točno izračunavaju. Na iftar se dolazi na vrijeme, makar je na obzor još uvijek rumenilo. Kod nekih još uvijek se čeka pojavu prvih zvijezda. Post se prekida prvim riječima ezana. Za prekidanje posta najbolje je posegnuti za datulama ili gutljajem vode. Datule se preporučuje jer su visoka postotka jednostavnih šećera koje organizam brzo i lako upije, te mu daje brzi i snažni dotok energije i vraća prirodnu razinu šećera u krvi nakon dugog dana posta. Daju energiju neophodnu za probavu, asimilaciju i apsorpciju, čime sprječavaju tromost koja se često osjeća nakon iftara. U brojnim arapskim zemljama još prakticiraju ovaj običaj. Muslimani nakon tamo nakon nastupanja akšama a prije klanjanja akšam namaza, prekidaju post datulama uronjenim u mlijeko. Za iftar se preporučuje nemasna juha, što manje mesa, dosta svježe salate, izbjegavati masno i prženo, nekalorične deserte zamijeniti svježim ili sušenim voćem, piti dosta tekućine, osobito vodu i to barem litar i pol svake noći. Ne treba spavati poslije iftara.